# Rosettheppia
Rosettheppia (Heppia adglutinata) är en lavart som först beskrevs av Kremp., och fick sitt nu gällande namn av A. Massal. Rosettheppia ingår i släktet Heppia och familjen Heppiaceae.  Arten är nationellt utdöd i Sverige.Inga underarter finns listade i Catalogue of Life.
Rosettheppia är nu (2015) återfunnen på Gotland.